# Condado de Kern
O condado de Kern (em inglês:  Kern County) é um dos 58 condados do estado americano da Califórnia. Foi fundado em 1866. Sua sede e cidade mais populosa do condado, é Bakersfield.

## Geografia
De acordo com o United States Census Bureau, o condado possui uma área de 21 141 km², dos quais 21 062 km² estão cobertos por terra e 79 km² por água.

## Demografia
Segundo o censo nacional de 2010, o condado possui uma população de 839 631 habitantes e uma densidade populacional de 39,9 hab/km². Possui 284 367 residências, que resulta em uma densidade de 13,5 residências/km².
Das 11 localidades incorporadas no condado, Bakersfield é a cidade mais populosa, com 347 483 habitantes, o que representa 41% da população total, enquanto que McFarland é a cidade mais densamente povoada, com 1 837 hab/km². Maricopa é a cidade menos populosa do condado, com 1 154 habitantes. Apenas uma cidade possui população superior a 100 mil habitantes.